# Елшанка (Татищевский район)
Елша́нка — деревня в Татищевском районе Саратовской области, входит в состав Садовского муниципального образования. Основана в 1965 году.

## География
Деревня находится к югу от близлежащей железнодорожной линии Аткарск — Саратов, на расстоянии примерно 8 км (по прямой) к северо-западу от посёлка городского типа Татищево, административного центра района.

## Население
| 2010 |
| ---- |
| 12   |

### Национальный состав
Согласно результатам переписи 2002 года, в национальной структуре населения русские составляли 77 % из 13 чел.